# André Nicolle
Pour les articles homonymes, voir Nicolle.
André Nicolle est un acteur français né le 1er juin 1885 dans le 3e arrondissement de Paris, ville où il est mort le 25 février 1945 en son domicile dans le 16e arrondissement.

## Filmographie
- 1926 : La Maison du Maltais de Henri Fescourt
- 1927 : Minuit, place Pigalle de René Hervil : M. Wulfing, Haute Couture
- 1927 : La Petite Chocolatière de René Hervil : M. Lapistole, riche chocolatier
- 1928 : Le Danseur inconnu de René Barberis
- 1928 : La Veine de René Barberis
- 1929 : Le Ruisseau de René Hervil
- 1929 : La Tentation de René Leprince et René Barberis
- 1930 : Accusée, levez-vous ! de Maurice Tourneur : le docteur Louis
- 1930 : La Prison en folie d'Henry Wulschleger
- 1930 : Prix de beauté d'Augusto Genina : le secrétaire du journal
- 1930 : La Ronde des heures d'Alexandre Ryder : le directeur du cirque
- 1931 : Boudoir diplomatique de Marcel de Sano
- 1931 : Soyons gai d'Arthur Robison
- 1931 : La Tragédie de la mine de Georg-Wilhelm Pabst
- 1931 : La Disparue de Louis Mercanton - court métrage -
- 1933 : Adieu les beaux jours de Johannes Meyer et André Beucler : le commissaire Marlé
- 1933 : Il était une fois de Léonce Perret - Mister Curtis
- 1933 : Tambour battant d'André Beucler et Arthur Robison
- 1933 : Tout pour rien / Le Petit Carambouilleur de René Pujol
- 1933 : Une fois dans la vie de Max de Vaucorbeil : le directeur de l'hôtel
- 1934 : Adémaï aviateur de Jean Tarride : le colonel
- 1934 : Le Miroir aux alouettes de Hans Steinhoff et Roger Le Bon
- 1934 : Le Scandale de Marcel L'Herbier : Jeannetier
- 1935 : Amants et voleurs de Raymond Bernard
- 1935 : Le Diable en bouteille de Heinz Hilpert et Reinhart Steinbicker
- 1935 : Roses noires de Paul Martin et Jean Boyer
- 1935 : La Route impériale de Marcel L'Herbier
- 1936 : Les Deux Favoris / Marika de Georg Jacoby et André Hornez
- 1936 : Ménilmontant de René Guissart - Le garde du Luxembourg
- 1937 : Les Filles du Rhône de Jean-Paul Paulin
- 1937 : Les Gens du voyage de Jacques Feyder : le vétérinaire
- 1938 : Belle Étoile de Jacques de Baroncelli
- 1938 : Gibraltar de Fédor Ozep
- 1938 : Les Nouveaux Riches d'André Berthomieu
- 1939 : Battement de cœur d'Henri Decoin : l'inspecteur
- 1939 : Dédé la musique d'André Berthomieu : le patron du bar
- 1939 : Ils étaient neuf célibataires de Sacha Guitry : le directeur du cirque
- 1939 : Le jour se lève de Marcel Carné
- 1939 : Menaces / Cinq jours d'angoisse d'Edmond T. Gréville : Chapuis
- 1939 : Pièges de Robert Siodmak : l'inspecteur de police
- 1939 : Tourbillon de Paris d'Henri Diamant-Berger
- 1941 : Ce n'est pas moi de Jacques de Baroncelli
- 1941 : La Nuit fantastique de Marcel L'Herbier : le conservateur
- 1941 : Pension Jonas de Pierre Caron : M. Fréville, père
- 1942 : Les Ailes blanches de Robert Péguy : le directeur
- 1942 : Le Camion blanc de Léo Joannon
- 1942 : Haut-le-Vent de Jacques de Baroncelli
- 1942 : Mermoz de Louis Cuny : Didier Daurat
- 1942 : Retour de flamme d'Henri Fescourt - Baradin
- 1943 : Le Carrefour des enfants perdus de Léo Joannon : M. Bobillot
- 1943 : Mon amour est près de toi de Richard Pottier : le médecin
- 1944 : La Cage aux rossignols de Jean Dréville : M. de La Frade
- 1945 : Vingt-quatre Heures de perm' de Maurice Cloche

## Théâtre
- 1908 : La Maison en ordre d'Arthur Wing Pinero, Théâtre Femina
- 1908 : Le Lys de Gaston Leroux, Théâtre du Vaudeville
- 1909 : La Route d'émeraude de Jean Richepin d'après Eugène Demolder, Théâtre du Vaudeville
- 1922 : Banco ! d'Alfred Savoir, Théâtre de la Potinière
- 1932 : Il était une fois... de Francis de Croisset, mise en scène Harry Baur, Théâtre des Ambassadeurs
- 1932 : 145, Wall Street de George S. Brooks et Walter B. Lister, Théâtre du Gymnase